# Lei Sheng

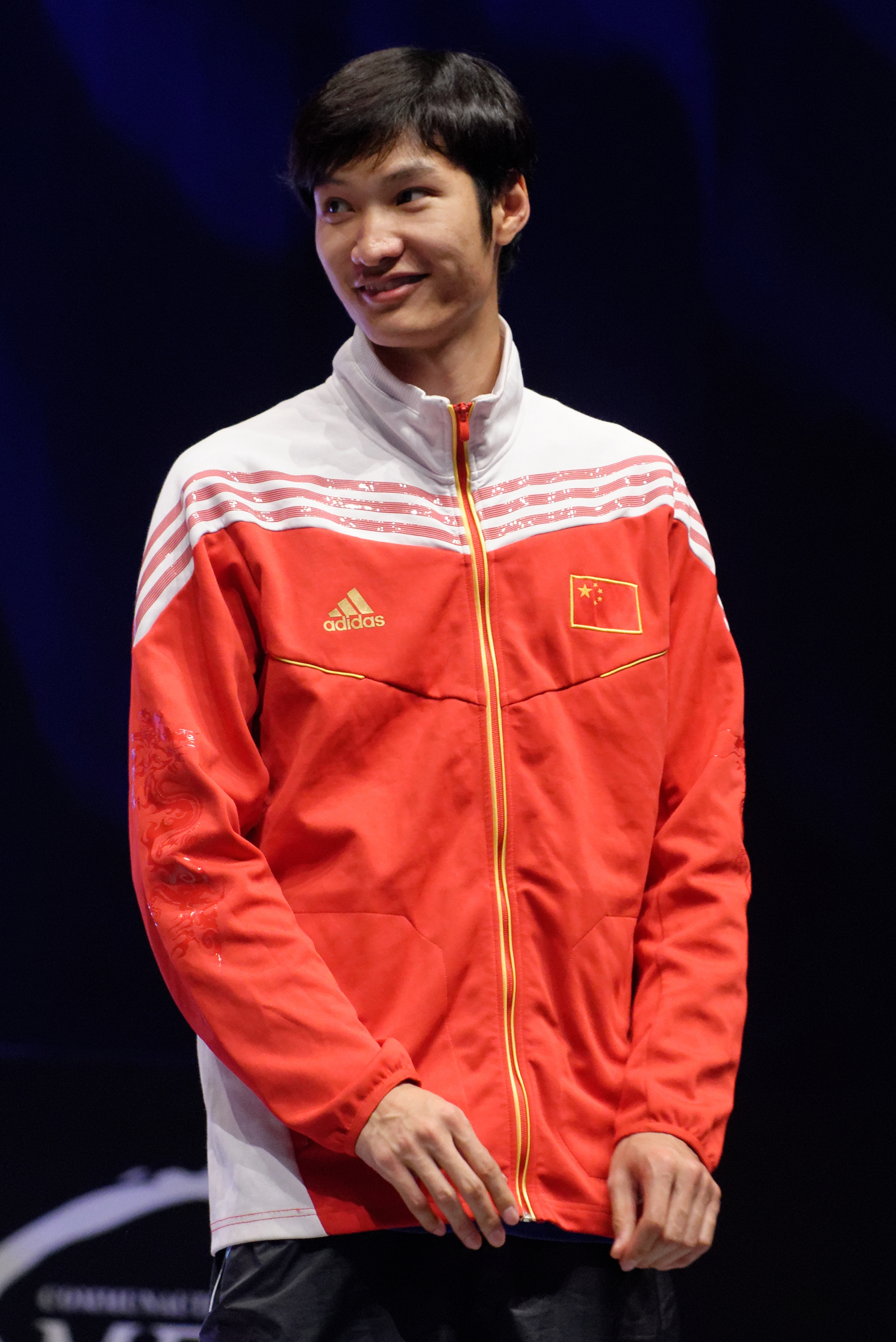
Lei Sheng (2013)

Lei Sheng (chinesisch 雷声, Pinyin Léi Shēng; * 7. März 1984 in Tianjin) ist ein chinesischer Florettfechter und Olympiasieger.

## Erfolge
2006 gewann Lei Sheng bei den Weltmeisterschaften in Turin eine Bronzemedaille im Florett-Einzel,
2007 gelang ihm dies erneut bei den Weltmeisterschaften in St. Petersburg.
2008 errang er bei den Asienmeisterschaften in Bangkok Bronze und nahm an den Olympischen Spielen in Peking teil, bei denen er im Viertelfinale gegen Benjamin Kleibrink ausschied und daher den achten Platz belegte.
Bei den Asienmeisterschaften 2010 in Seoul gewann er Silber im Einzel und bei den Weltmeisterschaften in Paris ebenfalls Silber im Einzel, mit der chinesischen Mannschaft gewann er Gold.
Im Jahr 2011 gewann Lei Sheng mit der Mannschaft die Weltmeisterschaft in Catania.
2012 wurde er in Wakayama Asienmeister und bei den Olympischen Spielen in London erfocht Lei Sheng Gold.